# Omar López Guzmán
Omar López (sinh ngày 27 tháng 6 năm 1989 ở Tepic, Nayarit) là một cầu thủ bóng đá người México thi đấu cho Sonora của Ascenso MX theo dạng cho mượn từ Murciélagos.